# Cataluña Central

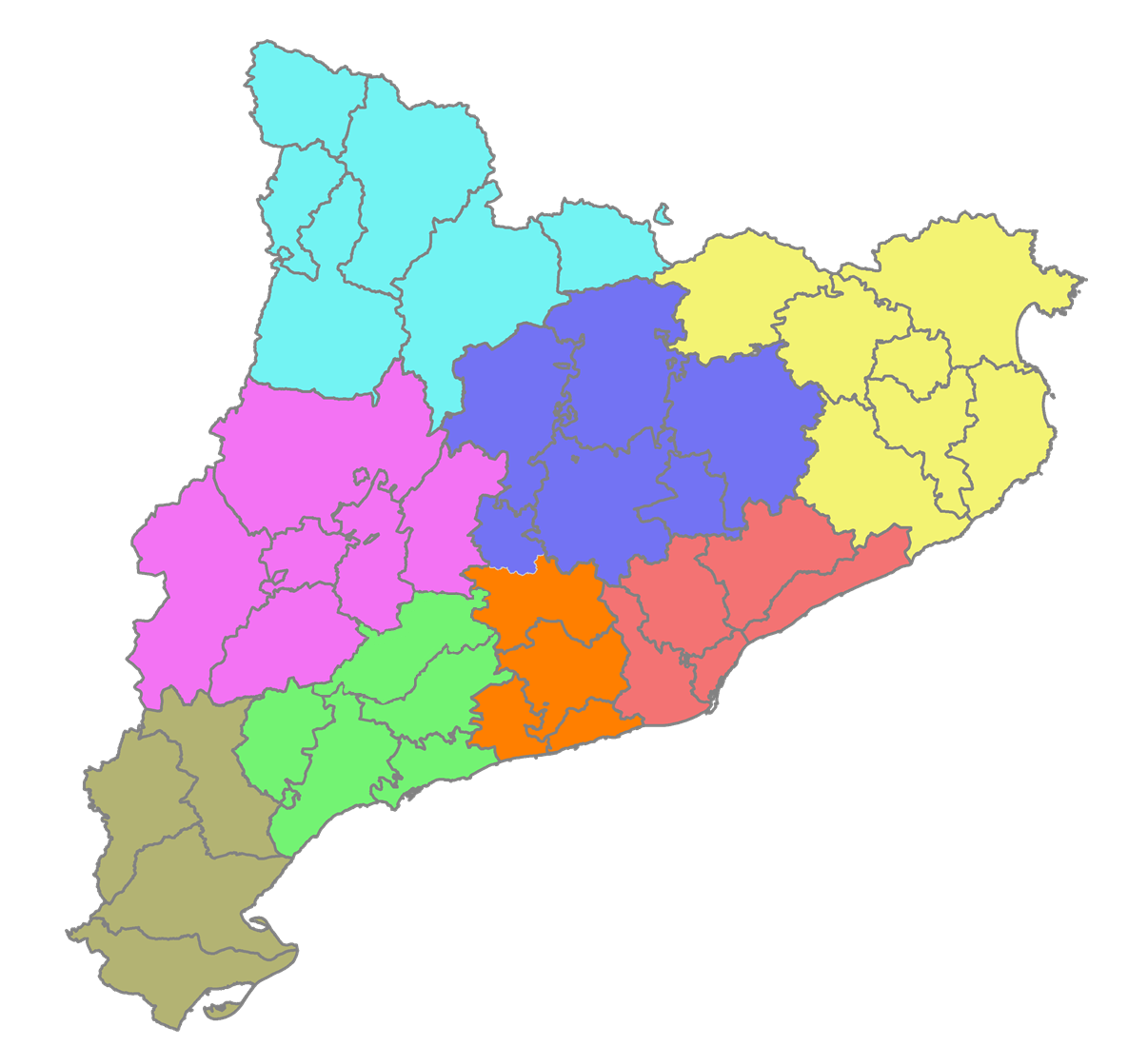
Ámbitos funcionales territoriales de Cataluña:
Ámbito metropolitano de Barcelona
Comarcas gerundenses
Campo de Tarragona
Tierras del Ebro
Poniente
Panadés
Comarcas centrales
Alto Pirineo y Arán

La Cataluña Central (en catalán: Catalunya Central) o Comarcas centrales (en catalán y oficialmente Comarques Centrals) es una región de Cataluña (España) definida como uno de los ocho ámbitos funcionales territoriales del Plan territorial general de Cataluña. Incluye las comarcas en torno a los tramos alto y medio de los ríos Llobregat y Ter: el Bages, el Bergadá, el Llusanés, el Moyanés, el Solsonés, Osona y el norte de la comarca de Noya. Tiene una extensión de 5100 km² y una población de 427 296 habitantes.
Las poblaciones más importantes son Manresa y Vich. La economía es muy diversificada, si bien tradicionalmente ha tenido un peso importante la agricultura y la industria.
En el informe Roca es una de las veguerías propuestas con el nombre de Cataluña Central y con la inclusión de la Baja Cerdaña y como veguería central en el anteproyecto de Ley de la organización veguerial de Cataluña.
Con todo, hay quien considera que Osona y el Ripollés forman una unidad funcional propia (Alto Ter), el Ripollés ha sido incluido dentro de las Comarcas gerundenses, mientras que Osona ha sido incluida en la Cataluña Central.